# Passiflora exsudans
Passiflora exsudans là một loài thực vật có hoa trong họ Lạc tiên. Loài này được Zucc. mô tả khoa học đầu tiên năm 1837.